# Kondrati Ryléyev

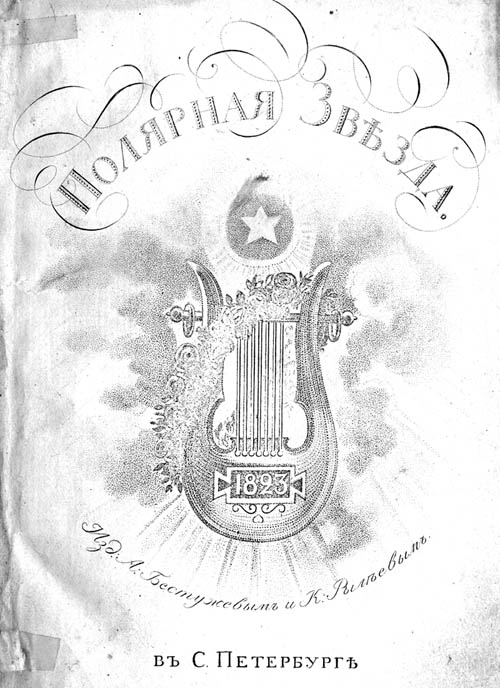
Almanaque La Estrella Polar.

Kondrati Fiódorovich Ryléyev (en ruso: Кондратий Фёдорович Рылеев; Bátovo, provincia de San Petersburgo, 18 de septiembre de 1795 - San Petersburgo, 25 de julio de 1826) fue un poeta ruso, uno de los revolucionarios decembristas.
Hijo de un pequeño terrateniente, coronel retirado y administrador de las fincas de los príncipes Golitsyn. Inició la carrera militar; obtuvo en 1814 el grado de alférez y participó en la guerra contra Napoleón, llegando a Francia entre 1814 y 1815 con las tropas rusas. En 1819 contrajo matrimonio con la hija de un pequeño terrateniente de provincia y se estableció definitivamente en San Petersburgo. Allí trabajó en la Sala de lo Criminal del Tribunal de Justicia. En 1823 ingresó en la Sociedad del Norte, una sociedad secreta de carácter liberal contraria al absolutismo. En 1824 pasó a trabajar en la Compañía Rusoamericana de Comercio en calidad de jefe de cancillería. Entre 1822 y 1824 editó con su amigo A. Bestúzhev el almanaque La Estrella Polar, y en 1825 inició la edición de otro almanaque, La Estrellita, donde se publicaron obras de Pushkin, Zhukovski, Gribóyedov, Krylov, Baratynski, Yazýkov, Vyázemski y otros poetas del momento. Encabezó la famosa sublevación del 14 de diciembre de 1825, llamada Sublevación de los decembristas. Tras su fracaso, fue ajusticiado en la horca junto con otros cuatro cabecillas del movimiento, el 13 de julio de 1826, en San Petersburgo.
Es un brillante ejemplo de poeta cívico, luchador por unas libertades e ideales políticos. Esas libertades hoy nos parecen normales, como son la libertad de expresión, de prensa y de asociación, justicia independiente del poder, tribunales abiertos, seguridad personal, etcétera. Fue consecuente consigo mismo hasta el final. Creó un género literario original, la duma ("pensamiento, reflexión" en ruso), amalgama de entre balada y elegía en torno a un personaje histórico o héroe nacional; de estas dumas compuso 25: Vopinarovski, Los guerrilleros, Gaidamak, Nalivaiko etcétera, todos ellos de 1825. La duma como género literario es propia del folklore ucraniano, pero Ryléyev supo insuflarle nueva vida con el espíritu del Romanticismo y la elevó a las más altas cotas de la lírica.